# 宮田輝
宮田 輝（みやた てる、1921年12月25日 - 1990年7月15日）は、日本のアナウンサー、政治家。参議院議員（3期）。本名、宮田 輝（みやた あきら）。妻は声優の河口恵美子。
東京都足立区出身。血液型B型。明治大学専門部商科卒業。1942年にNHKに入局。NHKにおいて、高橋圭三や青木一雄らと同じく、「芸能番組向けアナウンサー」の先鞭を付けた人物の一人に数えられる。1974年に同局退職後、参議院議員（3期）を務めながらフリーアナウンサーとしても活躍。1990年、議員在職中に死去。

## 経歴
1942年9月に明治大学専門部商科卒業。同年NHKに入局。同期に高橋圭三がいる。1948年10月21日に東京放送劇団の団員であった河口恵美子と結婚。
NHK名古屋放送局勤務を経て東京アナウンス室に配属。
ラジオの報道番組担当を経て、1949年からは高橋の後任として『のど自慢素人演芸会』（現『NHKのど自慢』）の司会を担当。1952年スタートの『三つの歌』の司会も行う。『NHK紅白歌合戦』では、1953年1月・第3回、過去2回の担当者で先輩の藤倉修一の海外出張に伴うピンチヒッターとして白組司会を初めて担当。以来1973年まで通算15回に渡って紅組・白組・総合の全ての司会を担当した。1966年からは全国各地を巡回し、毎回ゲストと共にその地方の郷土芸能や独自の文化などを紹介する公開番組『ふるさとの歌まつり』を企画、司会を担当。郷土芸能の保存やふるさと再発見にも寄与したとして評価され、宮田の穏やかでユーモラスな進行と活き活きと郷土への思いを語る各地の出演者の魅力も相まって、18年間に及ぶ長寿番組となった。また、この番組冒頭の挨拶「おばんでございます!!」というフレーズは当時流行語になった。初回放送は鹿児島県国分市（現霧島市）からの中継だった。1967年には『ふるさとの歌まつり』の企画、司会が認められ、第15回菊池寛賞を受賞した。
1974年2月にNHKを退職、同年の参議院選挙に自民党から全国区で立候補しトップ当選。以降当選3回を重ねる。宏池会に所属。1978年、第1次大平内閣で農林水産政務次官に就任。また、フリーの立場で民放テレビ局にも進出し、全日本有線放送大賞などで司会を務めた。
1988年12月、参議院シンガポール訪問議員団の団長として同地に滞在していたが体調を崩して帰国、癌であった。その後は車椅子で登院したこともあったものの闘病が続く中、議員辞職も考えていたが在職中の1990年7月15日、呼吸不全のため、東京都新宿区の慶應義塾大学病院で死去した。68歳没。同月27日、特旨を以て位記を追賜され、死没日付をもって正四位勲二等に叙され、旭日重光章を追贈された。哀悼演説は同年10月12日、参議院本会議で日本社会党の一井淳治により行われた。宮田の死去に伴う繰上補充により山口光一が当選した。
墓所は青山霊園。

## エピソード
1960年代後半、当時登場したばかりの家庭用VTR（オープンリール式、モノクロ）を所有しており、主に宮田自身が出演したNHKの番組を録画し、保存していた。当時、放送用ビデオテープや録画機器が高価な上、映像を収録したビデオテープが課税対象だった等の事情により、NHKでは一部を除いて番組保存が行われなかった。宮田は、NHKに保存されていなかった1960年代後半から1970年代前半の『NHK紅白歌合戦』や『思い出のメロディー』『ふるさとの歌まつり』の映像を提供している。当時カラーで放送された番組の多くがモノクロで現存しているのは、そのためである。『紅白歌合戦』は放送時間が長いため、他所からもう1台VTRを借り、夫人が2台を交互に使用しノーカットで録画していた。
ビートルズが出演したことで知られる衛星中継テレビ番組（当時は「宇宙中継」と呼ばれていた）『われらの世界』の日本進行役をつとめた。宮田は『愛こそはすべて』の演奏シーンの冒頭「こちらはロンドン、今ビートルズが新しい曲をレコードに吹き込んでおります」と曲紹介している。1955年・1956年に男性の立場で初めて紅組司会を担当。1955年当時、テレビ放送を開始したラジオ東京テレビ（現TBSテレビ）が紅白のスタイルをそのまま流用した『オールスター歌合戦』を紅白の裏番組として放映。紅白に先駆けて有力な人気歌手（美空ひばり・雪村いづみ・春日八郎・林伊佐緒など）との間に番組出演につき独占契約を締結したことから、紅白への出場が出来ない歌手が続出し、番組の存亡の危機に立たされた末の苦肉の策、番組の人気維持の最後の切り札という意味合いが強いものであった。1956年の紅組司会担当時には、観客から「テルテル坊主は女か!」といった趣旨の野次や怒号が宮田に対して頻繁に飛び交い、それらの野次は番組の進行に支障を来たす程の酷さであったという。これらも一因となってその後、男性の紅組司会は2007年の中居正広（SMAP）まで存在しなかった。
宮田は白組司会を1953年正月、1962年 - 1967年の6年連続、1970年 - 1973年の4年連続と通算11回務めているが、この通算11回の白組司会という記録は紅白史上最多記録である。また、紅組司会と総合司会も合計すると紅白の司会は通算15回となり、紅組、白組、総合司会に拘らない形での記録も史上最多となっている。1962年の第13回から1973年の第24回までの12年連続司会も連続司会の最多記録である。1970年の紅白で、白組出場歌手の橋幸夫は当初「俺たちの花」を歌う予定だったが、宮田が本番中に曲目を『いつでも夢を』に変更し、歌うことを持ちかけた。橋は着物姿であったため、その曲のイメージに合わず戸惑っていたが、宮田は「着物だってなんだっていいって。中身がよけりゃ」といって橋を説得した。結局は「いつでも夢を」が歌われることになった。このように当時の紅白は、現在の紅白ではありえない演出やアドリブがごく当たり前のように行われていた。
退職直前の頃には管理職になっており、NHKの労働組合がストライキなどに突入した場合、同労組に加入しているアナウンサーは担当の番組に出演できないことから、管理職でもある宮田が突然それらアナウンサーの担当番組に代理として登場することも度々あった。既にNHKのスターアナウンサーであったにもかかわらず、『きょうの料理』のアシスタントも当時担当していた若手アナウンサーの代理として数度務めたことがあるという。

## 出演番組
※特記のない限りはNHKの製作・放送。
- のど自慢素人音楽会→のど自慢素人演芸会（1946年 - 1948年、1949年 - 1966年） - 通算21年間担当。
- 三つの歌
- NHK紅白歌合戦

白組司会：1953年正月・第3回、1962年・第13回 - 1967年・第18回、1970年・第21回 - 1973年・第24回の通算11回。
総合司会：1968年・第19回 - 1969年・第20回の通算2回。
紅組司会：1955年・第6回 - 1956年・第7回の通算2回。
- ふるさとの歌まつり
- われらの世界（1967年6月26日、NHKにて放送された、世界初の多元衛星中継によるテレビ番組）
- 思い出のメロディー（1969年 - 1972年）司会
- 宮田輝の日本縦断 ふるさと（1975年、NET）司会 - フリー後初の民放番組。
- 心のうた思い出の歌（1977年、東京12チャンネル）司会
- 独占生中継 隅田川花火大会（1978年、東京12チャンネル）司会
- 真夜中ギンギラ大放送 宮田輝の人間バンザイ（ラジオ関西）
- 今日は皆さん 進行役 全国各地の家庭を訪問し、心温まる話題をお届けした番組。著名人宅を訪問することもあった[12]。

## ビブリオグラフィ

### 著書
- 『おばんです』毎日新聞社、1971年。
- 『お国じまんの唄150 : 民謡でつづる日本の心』産報〈Sanpo books〉、1974年。
- 『結婚披露宴の司会 : 心得と進め方』梧桐書院、1978年。
- 『宮田輝の心のかよう話し方』梧桐書院、1978年。

### 編著
- 『小京都100選』秋田書店、1975年10月20日。NDLJP:12277736。

### 伝記
- 古谷敏郎『評伝 宮田輝』文藝春秋、2022年。ISBN 978-4163915128

## 演じた俳優
- 三浦貴大（NHKスペシャル「テレビとはあついものなり 放送70周年 TV創世記」、NHK総合、2023年3月21日）